# Nupserha ventralis
Nupserha ventralis là một loài bọ cánh cứng trong họ Cerambycidae.